# Kawa kongijska
Kawa kongijska, robusta (Coffea canephora Pierre ex Froehner) – gatunek kawy wywodzący się z Afryki, ale uprawiany również w innych regionach świata o ciepłym klimacie.

## Zastosowanie
- Roślina uprawna. Jest uprawiana na plantacjach w celu uzyskania nasion, z których produkuje się kawę. Jest łatwiejsza w uprawie niż kawa arabska (Coffea arabica) i dlatego tańsza w produkcji. Kawa kongijska rośnie szybciej niż arabska, wcześniej owocuje, jest też bardziej odporna na zmiany klimatu, choroby i szkodniki.
- Kulinaria. Jest bardziej gorzka w smaku i zawiera więcej kofeiny niż kawa arabska. Ponieważ ziarna arabiki są uważane za lepszej jakości, robustę stosuje się raczej w tańszych mieszankach jako wypełniacz. Używa się jej również do produkcji kaw rozpuszczalnych oraz w mieszankach espresso, dla uzyskania charakterystycznej kremowej pianki, tzw. „crema”.